# Campionati mondiali di canoa/kayak 2006
I 35esimi Campionati mondiali di canoa/kayak si sono svolti a Seghedino (Ungheria) dal 17 al 20 agosto 2006.

## Medagliere
| Pos. | Paese         | Oro | Argento | Bronzo | Totale |
| ---- | ------------- | --- | ------- | ------ | ------ |
| 1    | Ungheria      | 12  | 2       | 4      | 18     |
| 2    | Germania      | 4   | 9       | 2      | 15     |
| 3    | Russia        | 4   | 1       | 1      | 6      |
| 4    | Polonia       | 1   | 3       | 2      | 6      |
| 5    | Bielorussia   | 1   | 1       | 3      | 5      |
| 6    | Rep. Ceca     | 1   | 1       | 1      | 3      |
| 7    | Serbia        | 1   | 0       | 1      | 2      |
| 7    | Svezia        | 1   | 0       | 1      | 2      |
| 9    | Messico       | 1   | 0       | 0      | 1      |
| 9    | Slovacchia    | 1   | 0       | 0      | 1      |
| 11   | Canada        | 0   | 3       | 1      | 4      |
| 12   | Ucraina       | 0   | 2       | 2      | 4      |
| 13   | Cina          | 0   | 1       | 3      | 4      |
| 14   | Spagna        | 0   | 1       | 0      | 1      |
| 14   | Gran Bretagna | 0   | 1       | 0      | 1      |
| 14   | Italia        | 0   | 1       | 0      | 1      |
| 14   | Slovenia      | 0   | 1       | 0      | 1      |
| 18   | Lituania      | 0   | 0       | 2      | 2      |
| 18   | Romania       | 0   | 0       | 2      | 2      |
| 20   | Finlandia     | 0   | 0       | 1      | 1      |
| 20   | Nuova Zelanda | 0   | 0       | 1      | 1      |

## Medaglie Canoa

### C1 200m
| Posizione | Atleta              | Paese    | Tempo    |
| --------- | ------------------- | -------- | -------- |
|           | Nikolay Lipkin      | Russia   | 0:39.789 |
|           | Valentin Demyanenko | Ucraina  | 0:40.137 |
|           | Jevgenij Cuklin     | Lituania | 0:40.441 |

### C1 500m
| Posizione | Atleta       | Paese   | Tempo    |
| --------- | ------------ | ------- | -------- |
|           | Maxim Opalev | Russia  | 1:49.727 |
|           | Yuriy Cheban | Ucraina | 1:50.459 |
|           | Yang Wenjun  | Cina    | 1:50.603 |

### C1 1000m
| Posizione | Atleta             | Paese    | Tempo    |
| --------- | ------------------ | -------- | -------- |
|           | Everardo Cristóbal | Messico  | 4:07.855 |
|           | Andreas Dittmer    | Germania | 4:10.741 |
|           | Attila Vajda       | Ungheria | 4:11.347 |

### C2 200m
| Posizione | Atleta                            | Paese    | Tempo    |
| --------- | --------------------------------- | -------- | -------- |
|           | Evgeny Ignatov Ivan Shtyl         | Russia   | 0:36.494 |
|           | Christian Gille Tomasz Wylenzek   | Germania | 0:36.978 |
|           | Raimundas Labuckas Tomas Gadelkis | Lituania | 0:37.058 |

### C2 500m
| Posizione | Atleta                            | Paese    | Tempo    |
| --------- | --------------------------------- | -------- | -------- |
|           | Aleksandr Kostoglod Sergey Ulegin | Russia   | 1:41.520 |
|           | Stefan Holtz Robert Nuck          | Germania | 1:42.792 |
|           | György Kozmann György Kolonics    | Ungheria | 1:42.942 |

### C2 1000m
| Posizione | Atleta                            | Paese    | Tempo    |
| --------- | --------------------------------- | -------- | -------- |
|           | György Kozmann György Kolonics    | Ungheria | 3:43.781 |
|           | Attila Buday Tamas Buday Jr.      | Canada   | 3:46.151 |
|           | Maksym Prokopenko Sergiy Bezugliy | Ucraina  | 3:46.769 |

### C4 200m
| Posizione | Atleta                                                                           | Paese       | Tempo    |
| --------- | -------------------------------------------------------------------------------- | ----------- | -------- |
|           | Petr Procházka Jirí Heller Jan Brecka Petr Fuksa                                 | Rep. Ceca   | 0:34.052 |
|           | Konstantin Shcharbak Dzmitry Rabchanka Aleksandr Vauchetskiy Dzmitry Vaitsishkin | Bielorussia | 0:34.132 |
|           | Pál Sarudi Márton Joób Gábor Horváth Péter Balázs                                | Ungheria    | 0:34.336 |

### C4 500m
| Posizione | Atleta                                                                           | Paese       | Tempo    |
| --------- | -------------------------------------------------------------------------------- | ----------- | -------- |
|           | Dzmitry Rabchanka Dzmitry Vaitsishkin Konstantin Shcharbak Aleksandr Vauchetskiy | Bielorussia | 1:31.820 |
|           | Łukasz Woszczyński Paweł Baraszkiewicz Marcin Grzybowski Paweł Skowroński        | Polonia     | 1:32.360 |
|           | Gabriel Talpa Florin Mironcic Loredan Popa Silviu Simioncencu                    | Romania     | 1:33.710 |

### C4 1000m
| Posizione | Atleta                                                                                | Paese       | Tempo    |
| --------- | ------------------------------------------------------------------------------------- | ----------- | -------- |
|           | Robert Nuck Stephan Breuing Stefan Holtz Thomas Lück                                  | Germania    | 3:27.422 |
|           | Andrew Russell Thomas Hall Kyle Jeffery Dmitri Joukovski                              | Canada      | 3:28.394 |
|           | Aliaksandr Kurliandchyk Aliaksandr Zhukouski Aleksandr Bagdanovich Andrey Bagdanovich | Bielorussia | 3:28.880 |

## Medaglie Kayak

### K1 200m
| Posizione | Atleta            | Paese    | Tempo    |
| --------- | ----------------- | -------- | -------- |
|           | Ronald Rauhe      | Germania | 0:35.200 |
|           | Carlos Pérez Rial | Spagna   | 0:35.396 |
|           | Mykola Kremer     | Ucraina  | 0:35.516 |

| Posizione | Atleta            | Paese    | Tempo    |
| --------- | ----------------- | -------- | -------- |
|           | Tímea Paksy       | Ungheria | 0:40.203 |
|           | Spela Ponomarenko | Slovenia | 0:40.947 |
|           | Karen Furneaux    | Canada   | 0:41.071 |

### K1 500m
| Posizione | Atleta           | Paese    | Tempo    |
| --------- | ---------------- | -------- | -------- |
|           | Marek Twardowski | Polonia  | 1:38.596 |
|           | Anton Ryakhov    | Russia   | 1:38.698 |
|           | Lutz Altepost    | Germania | 1:39.832 |

| Posizione | Atleta        | Paese    | Tempo    |
| --------- | ------------- | -------- | -------- |
|           | Dalma Benedek | Ungheria | 1:52.287 |
|           | Josefa Idem   | Italia   | 1:53.265 |
|           | Zhong Hongyan | Cina     | 1:53.307 |

### K1 1000m
| Posizione | Atleta           | Paese         | Tempo    |
| --------- | ---------------- | ------------- | -------- |
|           | Markus Oscarsson | Svezia        | 3:39.359 |
|           | Tim Brabants     | Regno Unito   | 3:39.419 |
|           | Ben Fouhy        | Nuova Zelanda | 3:39.443 |

| Posizione | Atleta                 | Paese     | Tempo    |
| --------- | ---------------------- | --------- | -------- |
|           | Dalma Benedek          | Ungheria  | 4:04.683 |
|           | Katrin Wagner-Augustin | Germania  | 4:06.933 |
|           | Michala Mruzková       | Rep. Ceca | 4:07.293 |

### K2 200m
| Posizione | Atleta                        | Paese    | Tempo    |
| --------- | ----------------------------- | -------- | -------- |
|           | Ronald Rauhe Tim Wieskötter   | Germania | 0:32.660 |
|           | Marek Twardowski Adam Wysocki | Polonia  | 0:32.804 |
|           | Dragan Zoric Ognjen Filipovic | Serbia   | 0:32.912 |

| Posizione | Atleta                               | Paese     | Tempo    |
| --------- | ------------------------------------ | --------- | -------- |
|           | Katalin Kovács Natasa Janics         | Ungheria  | 0:37.423 |
|           | Katrin Wagner-Augustin Fanny Fischer | Germania  | 0:37.919 |
|           | Jenni Honkanen Anne Rikala           | Finlandia | 0:37.983 |

### K2 500m
| Posizione | Atleta                                   | Paese    | Tempo    |
| --------- | ---------------------------------------- | -------- | -------- |
|           | Ronald Rauhe Tim Wieskötter              | Germania | 1:27.791 |
|           | Richard Dessureault-Dober Andrew Willows | Canada   | 1:28.631 |
|           | Gábor Kucsera Zoltán Kammerer            | Ungheria | 1:29.063 |

| Posizione | Atleta                        | Paese     | Tempo    |
| --------- | ----------------------------- | --------- | -------- |
|           | Natasa Janics Katalin Kovács  | Ungheria  | 1:41.998 |
|           | Jana Blahová Michala Mruzková | Rep. Ceca | 1:43.408 |
|           | Fanny Fischer Gesine Ruge     | Germania  | 1:43.432 |

### K2 1000m
| Posizione | Atleta                         | Paese    | Tempo    |
| --------- | ------------------------------ | -------- | -------- |
|           | Gábor Kucsera Zoltán Kammerer  | Ungheria | 3:17.791 |
|           | Rupert Wagner Andreas Ihle     | Germania | 3:19.075 |
|           | Tomasz Gorski Adam Seroczynski | Polonia  | 3:19.837 |

| Posizione | Atleta                                    | Paese       | Tempo    |
| --------- | ----------------------------------------- | ----------- | -------- |
|           | Natasa Janics Katalin Kovács              | Ungheria    | 3:48.982 |
|           | Zhu Minyuan Yang Yali                     | Cina        | 3:49.756 |
|           | Hanna Pushkova-Areshka Natalya Bandarenko | Bielorussia | 3:51.664 |

### K4 200m
| Posizione | Atleta                                                                  | Paese    | Tempo    |
| --------- | ----------------------------------------------------------------------- | -------- | -------- |
|           | Milan Djenadic Ognjen Filipovic Bora Sibinkic Dragan Zoric              | Serbia   | 0:29.965 |
|           | Viktor Kadler Gergely Gyertyános Balázs Babella István Beé              | Ungheria | 0:30.033 |
|           | Sergey Kosilov Konstantin Vishnyakov Stephan Shevchuk Sergey Khovanskiy | Russia   | 0:30.401 |

| Posizione | Atleta                                                           | Paese    | Tempo    |
| --------- | ---------------------------------------------------------------- | -------- | -------- |
|           | Tímea Paksy Melinda Patyi Natasa Janics Katalin Kovács           | Ungheria | 0:34.650 |
|           | Judith Hörmann Nicole Reinhardt Carolin Leonhardt Conny Wassmuth | Germania | 0:35.090 |
|           | Josefin Nordlöw Sofia Paldanius Karin Johansson Anna Karlsson    | Svezia   | 0:36.046 |

### K4 500m
| Posizione | Atleta                                                        | Paese      | Tempo    |
| --------- | ------------------------------------------------------------- | ---------- | -------- |
|           | Richard Riszdorfer Michal Riszdorfer Robert Erban Erik Vlček  | Slovacchia | 1:20.606 |
|           | Attila Csamangó Gábor Bozsik Attila Boros Márton Sik          | Ungheria   | 1:21.188 |
|           | Adam Wysocki Pawel Baumann Przmyslaw Gawrych Tomasz Mendelski | Polonia    | 1:21.536 |

| Posizione | Atleta                                                                 | Paese    | Tempo    |
| --------- | ---------------------------------------------------------------------- | -------- | -------- |
|           | Krisztina Fazekas Tímea Paksy Natasa Janics Katalin Kovács             | Ungheria | 1:31.763 |
|           | Katrin Wagner-Augustin Carolin Leonhardt Conny Wassmuth Judith Hörmann | Germania | 1:31.817 |
|           | Mariana Ciobanu Lidia Talpa Florica Vulpes Alina Platon                | Romania  | 1:34.535 |

### K4 1000m
| Posizione | Atleta                                                               | Paese       | Tempo    |
| --------- | -------------------------------------------------------------------- | ----------- | -------- |
|           | Ákos Vereckei Roland Kökény Lajos Gyökös Gábor Horváth               | Ungheria    | 2:56.523 |
|           | Marek Twardowski Tomasz Mendelski Pawel Baumann Adam Wysocki         | Polonia     | 2:57.873 |
|           | Vadzim Makhneu Dziamyan Turchyn Aleksey Abalmasov Raman Piatrushenka | Bielorussia | 2:57.897 |

| Posizione | Atleta                                                        | Paese    | Tempo    |
| --------- | ------------------------------------------------------------- | -------- | -------- |
|           | Natasa Janics Alexandra Keresztesi Katalin Kovács Tímea Paksy | Ungheria | 3:23.488 |
|           | Carolin Leonhardt Miriam Frenken Tanja Schuck Silke Hörmann   | Germania | 3:24.106 |
|           | Yu Lamei Wang Feng Zhang Jinmei He Jing                       | Cina     | 3:25.012 |